# カナダ国立図書館・文書館
カナダ国立図書館・文書館（カナダこくりつとしょかん・ぶんしょかん、英: Library and Archives Canada仏: Bibliothèque et Archives Canada、略称LAC）は、2004年に再編したカナダの国立図書館兼公文書館。世界ではアメリカ議会図書館・中国国家図書館・ドイツ国立図書館に次いで4番目の規模を誇り、カナダの国家遺産の資料を保存、かつ法定納本図書館である。

## 歴史
前身であるカナダ国立公文書館は1872年に設立。国立図書館は1953年に設立。1987年にはカナダ国立公文書館法が施行。2002年、国立図書館と統合され、2004年4月にLACが誕生した。